# Thomas Armat
Thomas Armat (Fredericksburg, 25 ottobre 1866 – Washington, 30 settembre 1948) è stato un inventore statunitense.
Con la collaborazione di Charles Francis Jenkins, suo socio dal 1894, costruì il Vitascope, che nell'estate 1895, permise la proiezione nelle sale cinematografiche.

## Biografia

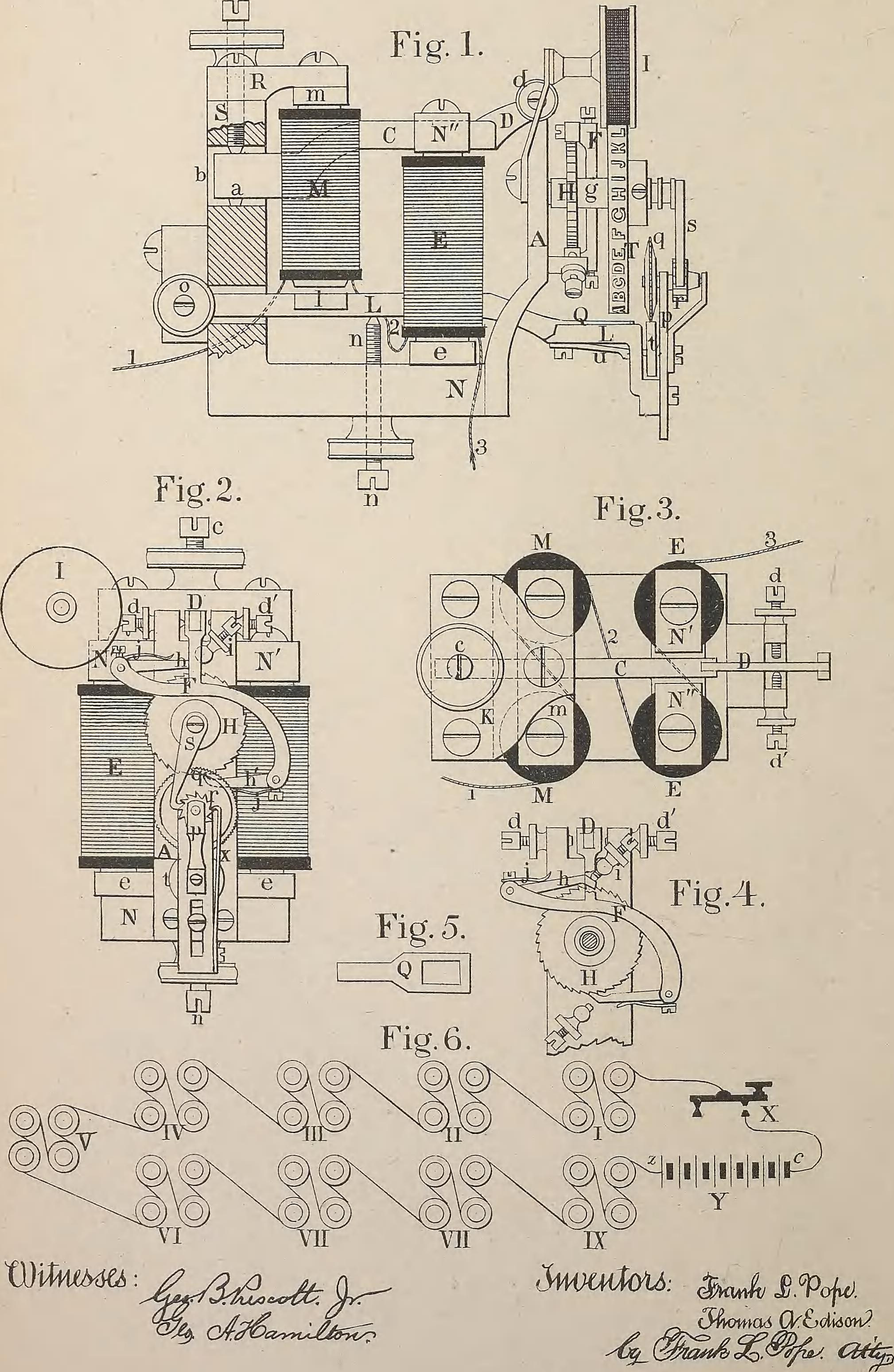
Il brevetto di Thomas Armat

Armat ha studiato presso l'Istituto Meccanico di Richmond, Virginia e poi nel 1894 presso la Bliss Electrical School di Washington, dove ha incontrato Charles Francis Jenkins. I due compagni di classe sono stati uniti per sviluppare un proiettore cinematografico con un nuovo tipo di meccanismo di moto intermittente, detto meccanismo battitore simile a quello brevettato nel 1893 da Georges Demenÿ in Francia. Hanno fatto la loro prima proiezione pubblica con la loro invenzione, dal nome Phantoscope dopo un precedente modello disegnato da Jenkins, nel mese di settembre 1895 nel Cotton States Exposition di Atlanta.
In seguito a questo successo, i due co-inventori sciolsero i problemi relativi ai brevetti. Jenkins ha cercato di rivendicare l'unica autenticità dell'invenzione, ma è stata respinta da Armat, che successivamente si è unito e ha venduto il brevetto a Thomas Edison, che ha commercializzato la macchina come il 'Vitascope'. Il proiettore è stato utilizzato in una proiezione pubblica a New York City a partire dal 23 aprile 1896.
Lavorando per Edison, Armat ha perfezionato il proiettore nel 1897, sostituendo il meccanismo battitore con un meccanismo detto Croce di Malta, la copia dell'invenzione fatta un anno prima in Germania da Oskar Messter e Max Griewe e in Inghilterra da Robert William Paul.

### Premi e riconoscimenti
Nel 1948, Armat ricevette insieme ad alcuni altri produttori del primo cinema muto (il gruppo comprendeva William Nicholas Selig, Albert E. Smith e George K. Spoor) uno speciale premio Oscar alla carriera per il ruolo ricoperto nell'industria cinematografica con la motivazione:
"(Uno fra) il piccolo gruppo di pionieri le cui speranze verso un nuovo mezzo di comunicazione e i cui contributi al suo sviluppo durante le loro vite, spianarono la strada sul quale si è sviluppata l'industria cinematografica, dall'oscurità alla fama mondiale".
Nel 2011, il nome di Thomas Armat è stato inserito, postumo, nella National Inventors Hall of Fame.

### Morte
Armat morì a Washington il 30 settembre 1948, all'età di 81 anni.